# Silica (Slowakije)
Silica (Hongaars: Szilice) is een Slowaakse gemeente in de regio Košice, en maakt deel uit van het district Rožňava.
Silica telt 554 inwoners.